# نووآک‌بولاتوو
نووآک‌بولاتوو (انگلیسی: Novoakbulatovo) یک شهرک در شهرستان میشکینسکی استان باشقیرستان کشور روسیه است.